# Nibe vindmøllerne
|  | Denne artikel er oprettet af botten Steenthbot ud fra en ekstern database. Den kan derfor have sproglige fejl eller mangler. Denne skabelon kan fjernes efter kontrol af indholdet. |

Nibe vindmøllerne er en dansk dokumentarfilm fra 1980 instrueret af Ole Henning Hansen.

## Handling
Dokumentarfilm